# Qiu Xigui

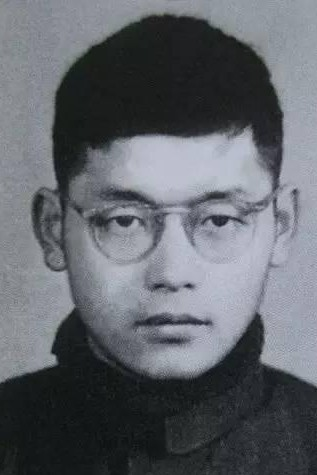
Qiu Xigui

Qiu Xigui (chinesisch 裘錫圭 / 裘锡圭, Pinyin Qiú Xīguī; * 13. Juli 1935 in Shanghai; † 8. Mai 2025 ebenda) war ein chinesischer klassischer Gelehrter und Paläograph.
Im Mittelpunkt seiner Arbeit stand die Erforschung der Geschichte der chinesischen Schrift. Er lehrte an der Fudan-Universität in Shanghai. Sein Werk Wenzixue gaiyao 文字學概要 wurde von Gilbert L. Mattos und Jerry Norman ins Englische übersetzt. Seine wichtigsten Aufsätze aus der Zeit vor 2012 sind in 裘錫圭學術文集 (Sammlung wissenschaftlicher Aufsätze von Qiu Xigui) gesammelt und mit Korrekturen nachgedruckt, die 2012 von 復旦大學出版社 Fudan University Press veröffentlicht wurde.

## Werke
- 《古文字论集 Guwenzi lunji》. 1. Auflage. 中华书局 Zhonghua shuju, englisch Zhonghua Book Company, Peking 1992, ISBN 7-101-00979-4 (chinesisch).
- Chinese Writing (= The Society for the Study of Early China, The Institute of East Asian Studies [Hrsg.]: Early China Special Monograph Series. Nr. 4). 1. Auflage. University of California, Berkeley, Berkeley 2000, ISBN 1-55729-071-7 (englisch, eingeschränkte Vorschau in der Google-Buchsuche – chinesisch: 《文字学概要 Wénzìxué gàiyào》. Peking 1988. Übersetzt von Gilbert L. Mattos, Jerry Norman, Erstausgabe: Commercial Press, Peking  1988, überarbeitete (chinesische) Ausgabe – 修订本 Xiudingban – 2013: ISBN 7-100-09370-8).
- 《裘錫圭學術文集 Qiu Xigui xueshu wenji》. 1. Auflage. 复旦大学出版社 Fudan daxue chubanshe, englisch Fudan University Press, Shanghai 2012, ISBN 7-309-08087-4 (chinesisch, Gesamtwerk in 6 Bänden).
- 《老子今研 Laozi jinyan》. 1. Auflage. 中西书局 Zhongxi shuju, englisch Zhongxi Book Company, Shanghai 2021, ISBN 7-5475-1759-5 (chinesisch, Modern Research of Laozi [The Rebuilding of Chinese Classics]).